# DTV
DTV – ogólna nazwa emisji sygnału telewizyjnego za pomocą techniki cyfrowej. Obecnie istnieją trzy główne standardy:  europejski DVB, amerykański ATSC i japoński ISDB.
Rodzaje DTV:
- naziemna telewizja cyfrowa (NTC, DTTV lub DTT z ang. Digital Terrestrial Television) czyli telewizja cyfrowa nadawana za pomocą nadajników naziemnych.